# De Havilland Hornet Moth
de Havilland DH.87 Hornet Moth – dwupłatowy samolot łącznikowy i szkoleniowy o zamkniętej kabinie produkowany przez wytwórnię De Havilland Aircraft Company w latach 1935–1938.

## Historia
Pierwszy prototyp DH.87 wzbił się w powietrze 9 maja 1934 roku. Charakteryzował się drewnianym kadłubem oraz skrzydłami pokrytymi tkaniną. Taka konstrukcja sprawiała problemy podczas lądowania, podczas których uszkodzono wiele maszyn. Postanowiono wymienić w nowym typie samolotu DH.87A. To również nie dało zadowalających efektów więc ponownie wymieniono skrzydła. Model ten otrzymał nazwę DH.87B.

## Modele
- DH.87A – 60 sztuk
- DH.87B – 100 sztuk
- DH.87B – jako wodnosamolot – 4 sztuki

Ogółem zbudowano 165 maszyn (164 + prototyp).
Dzisiaj można jeszcze zobaczyć jeden zachowany egzemplarz DH.87B w De Havilland Aircraft Heritage Center w Londynie. Drugi samolot znajduje się w Danii. Duński egzemplarz jest zdatny do lotu.

## Literatura
- Jackson AJ, De Havilland Aircraft, London 1987.